# Jan de Looper
Jan „Loep“ de Looper (* 2. Mai 1914 in Hilversum; † 23. Juni 1987 ebenda) war ein niederländischer Hockeyspieler, der bei den Olympischen Spielen 1936 die Bronzemedaille erhielt.

## Sportliche Karriere
Jan de Looper war Torhüter beim Hilversumsche Mixed Hockey Club. Er bestritt 19 Länderspiele für die niederländische Nationalmannschaft.
Jan de Looper debütierte 1935 im Nationalteam beim 1:0-Sieg gegen Belgien. 1936 in Berlin war er Stammtorhüter der niederländischen Mannschaft und wirkte in allen fünf Spielen mit. Die Niederländer gewannen ihre Vorrundengruppe, wobei sie unter anderem die Franzosen mit 3:1 bezwangen. Nach einer 0:3 Halbfinalniederlage gegen die deutsche Mannschaft trafen die Niederländer im Kampf um den dritten Platz erneut auf die Franzosen und siegten mit 4:3. Sein letztes Länderspiel absolvierte Jan de Looper drei Wochen nach den Olympischen Spielen beim 1:8 gegen Olympiasieger Indien.
Jans Bruder Henk de Looper war 1936 ebenfalls Mitglied der niederländischen Mannschaft.